# Badanj (jaskinia)

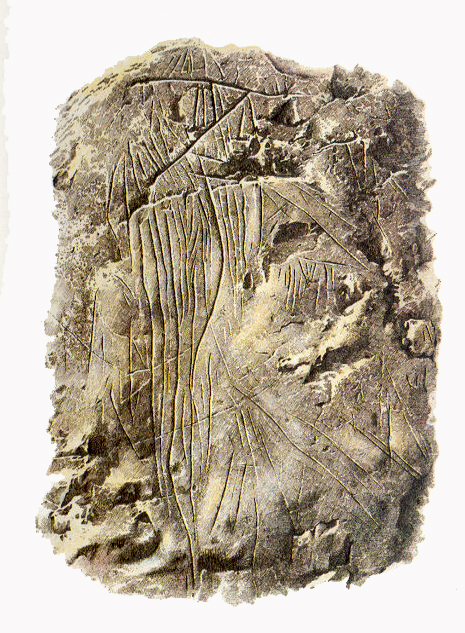
Ryt z jaskini Badanj

Badanj – jaskinia w Bośni i Hercegowinie, położona w pobliżu wsi Borojevići w gminie Stolac, w kantonie hercegowińsko-neretwiańskim w Federacji Bośni i Hercegowiny. Stanowisko archeologiczne.
Jaskinia znajduje się na prawym brzegu rzeki Bregava, pod wysokim na 45 metrów klifem. Została odkryta w 1976 roku przez Miro Palameta i przebadana w latach 1976–1979 przez Ðuro J. Baslera i ponownie 1986-1987 przy współpracy archeologów z University of Michigan Museum of Anthropology. W trakcie prac wykopaliskowych odsłonięto dwie fazy chronologiczne związane z pobytem ludności epigraweckiej, datowane metodą 14C na 13,200±150 i 12,380±110 lat p.n.e. Znaleziska obejmują ponad 300 wytworów z krzemienia oraz liczne ozdoby w postaci m.in. muszelek i zębów jeleni. Odkryto także liczne kości zwierzęce, głównie jeleni, a także kozic, dzików i saren. Osadnictwo ludzkie w jaskini nie miało stałego charakteru, kilkunastoosobowe grupy przebywały na stanowisku w okresie między marcem a majem, wielokrotnie powracając w to samo miejsce.
Przy wejściu do jaskini odkryto pochodzący z okresu paleolitu ryt naskalny, będący jednym z najstarszych tego typu zabytków w tej części Europy. Częściowo zniszczony ryt, głęboki na 5 mm, przedstawia prawdopodobnie scenę polowania, według R. Whallona jest to tylna połowa widzianego z boku konia z wbitymi weń strzałami.